# Zimnice
Zimnice (prononciation : [ʑimˈnit͡sɛ]) est un village polonais de la gmina de Mszczonów dans le powiat de Żyrardów de la voïvodie de Mazovie dans le centre-est de la Pologne.
Il se situe à environ 7 kilomètres au sud de Mszczonów (siège de la gmina), 17 km au sud-est de Żyrardów (siège du powiat) et à 46 km au sud-ouest de Varsovie (capitale de la Pologne).

## Histoire
De 1975 à 1998, le village appartenait administrativement à la voïvodie de Skierniewice.